# Blejești, Teleorman
Blejești este satul de reședință al comunei cu același nume din județul Teleorman, Muntenia, România. Se află în partea de nord-est a județului, în Câmpia Găvanu-Burdea. La recensământul din 2002 avea o populație de 2.601 locuitori.